# Jiva
Jiva (en uzbeco Хива, Xiva; en ruso Хива, Jiva; en persa خیوه, Jiveh) es una ciudad de Uzbekistán situada en el suroeste del país, en la provincia de Corasmia.
Fue la antigua capital de la región histórica de Corasmia, así como del Kanato de Jiva. Otros nombres que recibe o ha recibido son Jorasam, Joresm, Juarezm, Juarizm, Juarazm, Chiwa, Chorezm, etc.

## Geografía
Se encuentra aproximadamente a mil kilómetros al oeste de Taskent, capital de Uzbekistán, y a seiscientos al noroeste de Bujará. Su economía está basada en la agricultura.

## Historia
Según la leyenda, Jiva fue fundada en el lugar en el que Sem (el hijo de Noé) cavó los pozos Keivah. Jiva fue, hasta principios del siglo XX, la capital de Corasmia (que fue un reino vasallo del Imperio persa). La región, particularmente árida, desarrolló un complejo sistema de irrigación a partir del II milenio a. C. y fue ocupada por diferentes conquistadores: persas, griegos, árabes, mongoles y uzbecos.
Se presume que es la ciudad natal del matemático al-Juarismi (c. 780–850), y del gran sabio enciclopedista al-Biruni (973–1048).
El Kanato de Jiva (1512–1920) fue uno de los tres Señoríos uzbecos creados tras la división del Señorío de Chagatai junto con los de Bujará (que englobaba Samarcanda) y Kokand.

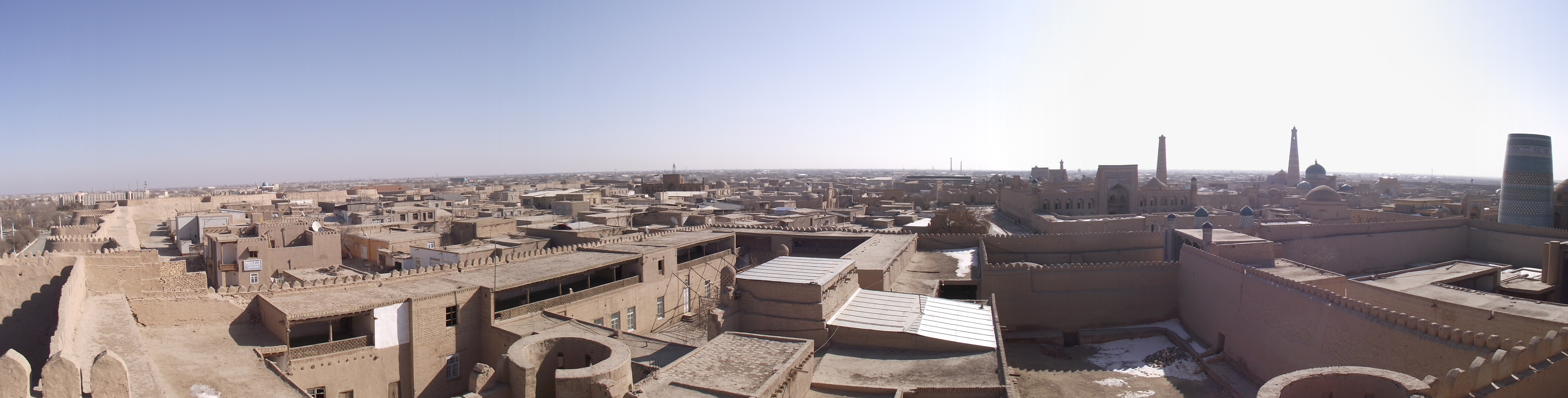

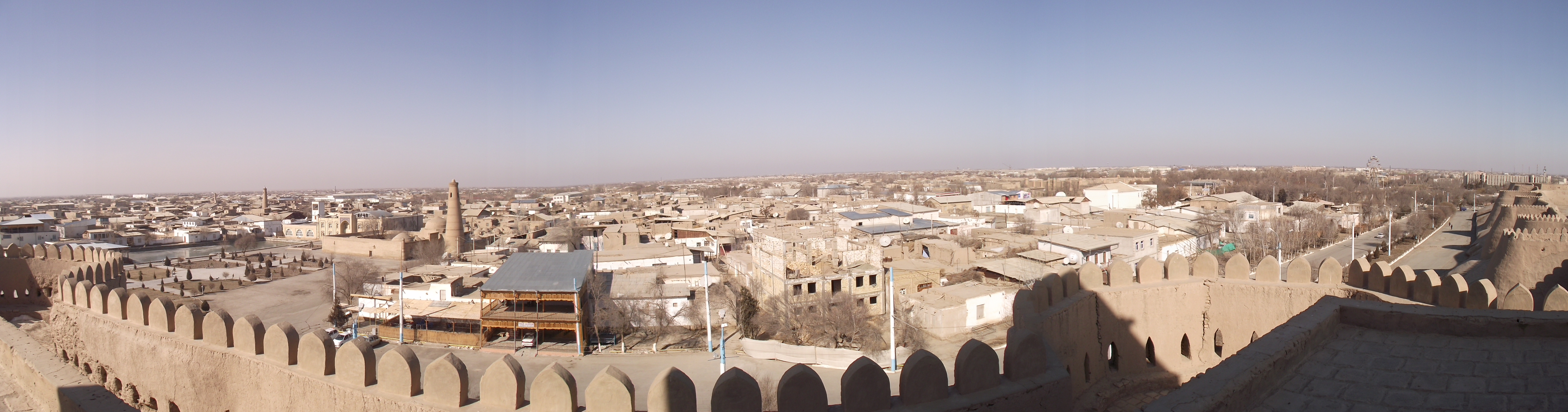

## Itchan Kala

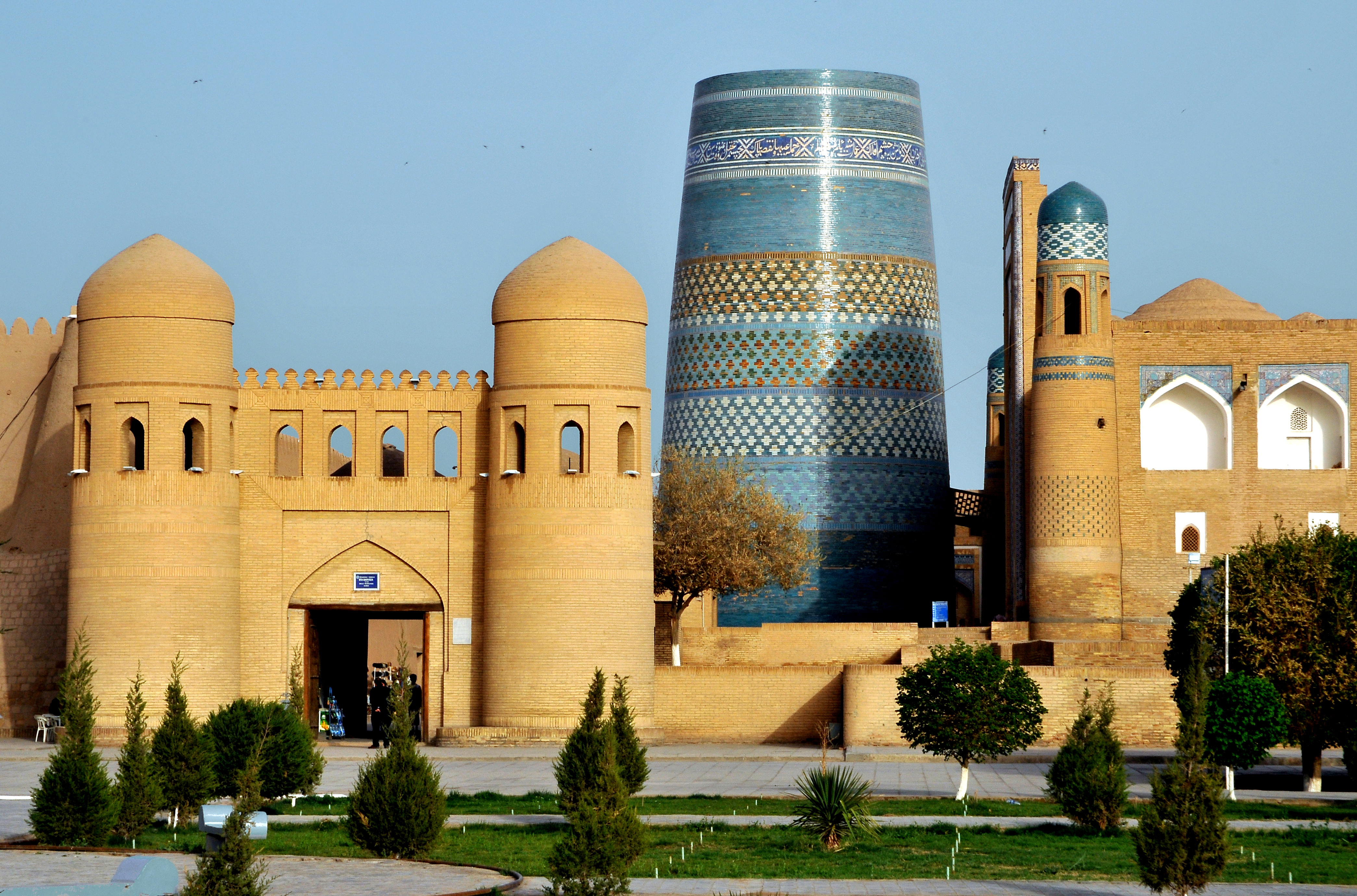
El barrio de Itchan Kala.

El barrio de Itchan Kala está ubicado en la parte interior de la ciudad de Jiva, atrincherado detrás de las murallas de piedra que alcanzan una altura de unos doce metros, forma parte del antiguo oasis que era la última etapa de las caravanas antes de que éstas se adentraran en el desierto en dirección a Irán. Aunque no se conservan muchos de sus antiguos monumentos, la ciudad constituye un ejemplo coherente y bien conservado de la arquitectura musulmana del Asia Central con unas construcciones sobresalientes como la mezquita Djouma, los mausoleos, las madrazas y los dos magníficos palacios edificados a principios del siglo XIX por el Khan Alla-kouli.
Desde 1990, el barrio de Itchan Kala forma parte del Patrimonio de la Humanidad de la Unesco.

## Ciudades hermanadas
- Shusha (Azerbaiyàn)[1]